# 7–9
7–9 var ett underhållningsprogram i SVT. Det sändes på lördagskvällar 5 september 1992–22 maj 1993 mellan just klockan 19 och 21 på Kanal 1 och hade Kattis Ahlström och Claes Åkeson som programledare. Ett stående inslag i programmet var frågesporten tiotusenkronorsfrågan, som ursprungligen lanserades i det äldre underhållningsprogrammet Kvitt eller dubbelt. 
Programmet efterföljdes kommande säsong av Det kommer mera.

### Fotnoter
1. ↑  ”7 till 9”. Svensk mediedatabas. http://smdb.kb.se/catalog/search?q=%227+till+9%22+typ%3Atv&sort=OLDEST. Läst 12 september 2012.
2. ↑  ”Kattis Ahlström gör comeback i SVT”. Aftonbladet. aftonbladet.se. 19 september 2015. https://www.aftonbladet.se/nojesbladet/tv/a/jPrxxw/kattis-ahlstrom-gor-comeback-i-svt. Läst 20 mars 2022.
3. ↑  Panas, Dan (13 augusti 2011). ”Åkeson leder ny show i TV3”. aftonbladet.se. Aftonbladet. https://www.aftonbladet.se/nojesbladet/tv/a/ddwJjo/akeson-leder-ny-show-i-tv3. Läst 20 mars 2022.
4. ↑  ”Lördagsfest i Kanal 1 hela hösten”. www.dn.se. Dagens Nyheter. 26 augusti 1993. https://www.dn.se/arkiv/teater/lordagsfest-i-kanal-1-hela-hosten/. Läst 20 mars 2022.